# Indiskt gult

Euxantinsyra.

Indiskt gult (urspr. från fr. jaune indien), piuri, är ett färgämne som i form av färglack har använts inom måleriet. Det sägs ha tillverkats i Monghyr i den indiska delstaten Bihar av urin från kor, som blivit fodrade med mangoblad.
När urinen uppkokas, uppstår en fällning, som samlas, formas till kulor och torkas. Färgämnet, som tillhör gruppen fluoronfärgämnen, består av magnesiumsaltet av en syra,  euxantinsyra, som hydrolyseras till euxanthon och glukuronsyra, ett sockerderivat.
Historien om ko-urin (Mukharji, 1887) har inte kunnat bekräftas.
Indiskt gult är laserande och har bland annat använts till ytbehandling av förgyllda ytor. Sedan 1920-talet används det inte längre inom måleriet. I den internationella pigmentdatabasen Colour Index har det beteckningen C.I. Natural Yellow 20 (Indian Yellow) och nummer 75320.
Bland HTML-färgerna för bildskärmar finns en som kallas Indian yellow. Koordinaterna för den visas i boxen till höger.